# Mareorama

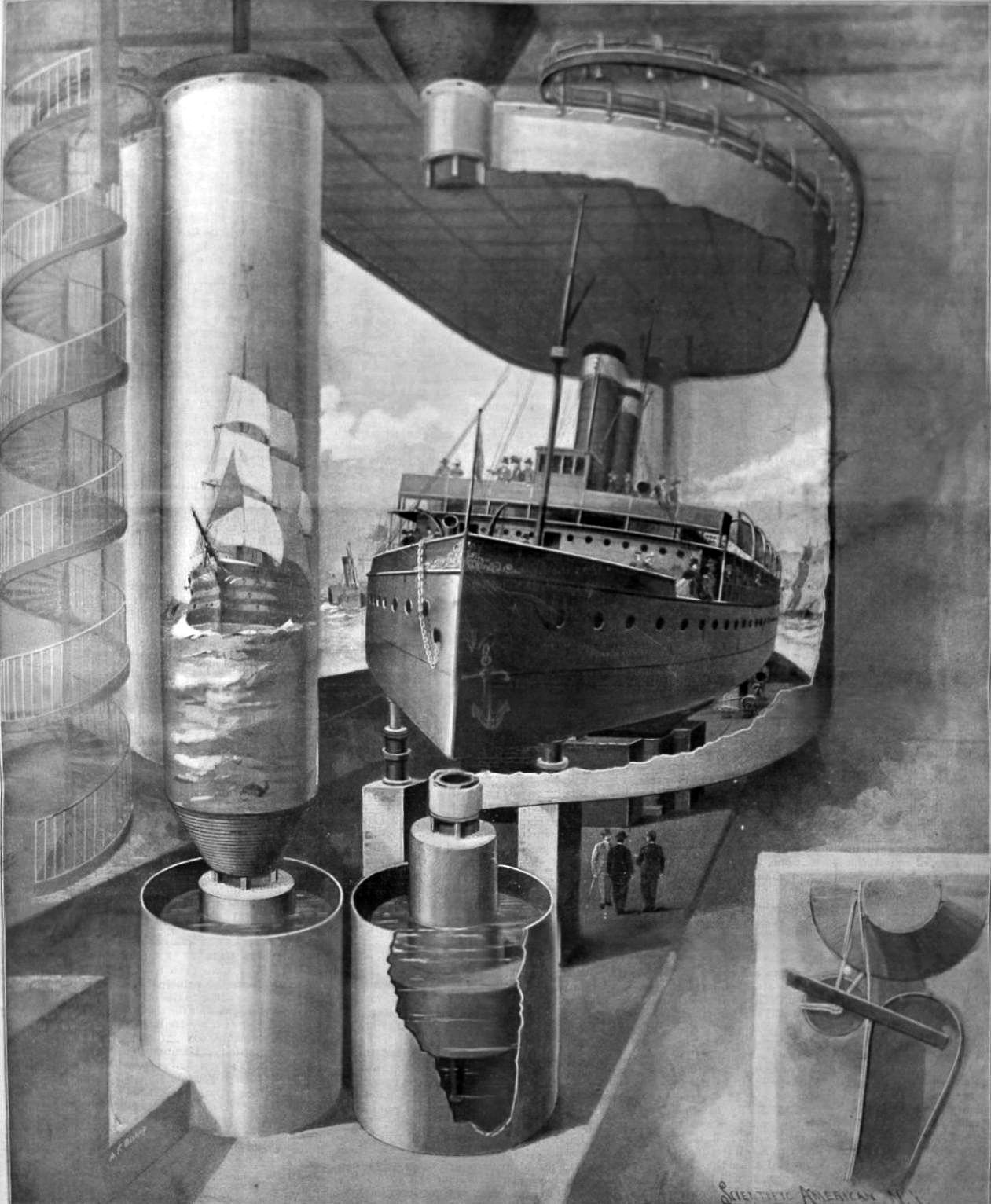
Il·lustració del Mareorama publicada el 1900 al Scientific American

El mareorama era una atracció d'entreteniment en l'Exposició de París de 1900. Va ser creat per Hugo d'Alesi, pintor de cartells publicitaris, i va ser una combinació de pintures panoràmiques en moviment i una gran plataforma de moviment. És una mica com un dels últims desenvolupaments importants en la tecnologia dels panorames, poc abans que el medi es tornés obsolet.

## Desenvolupament
Entre 1892 i 1900, moltes atraccions van tenir èxit per primera vegada en forma de pantomimes lumineuses. Per exemple, en 1894, les persones podien veure fotografies en moviment en el cinetoscopi de Thomas Alva Edison i, a partir de desembre de 1895, van poder veure les primeres pel·lícules dels germans Lumière. En veure l'èxit que havia generat, molts empresaris van intentar incorporar imatges en moviment en les seves diversions ja existents, perquè les qualitats recreatives de les imatges en moviment per si mateixes no eren del tot apreciables. Llavors, en lloc de pensar que les imatges en moviment amenaçaven els panorames d'aquesta època, els empresaris inicialment van incorporar pel·lícules en les seves pantalles panoràmiques amb gran entusiasme.

## Funcionament
Exhibida a l'Exposició de París el 1900, l'atracció estava ubicada dins d'un edifici a la secció d'entreteniment, al Camp de Mart. El Mareorama va desenvolupar simultàniament dos panorames en moviment per a delit dels espectadors, els qui es van col·locar entre ells per crear la il·lusió d'estar a la coberta d'un vaixell.
Les dues pintures eren imatges contínues de la mar i la costa del viatge. Cada una d'elles tenia 750 m (2,460 peus) de llarg i 13 m (42,5 peus) d'alt. Per crear-les, d'Alesi va esbossar els aspectes més destacats d'un viatge d'un any que va realitzar entre Marsella i Yokohama. Després, va dirigir un gran equip de pintors decoratius i d'escena durant vuit mesos, per transferir els esbossos als 20,000 m² (215,000 peus quadrats) de llenç. Muntats sobre grans cilindres sostinguts per flotadors, i impulsats per motors hidràulics, els dos llenços es van desplegar al costat dels espectadors al llarg del viatge simulat. La vora superior de cada llenç es va enganxar a petits carros en un rail i es va reforçar amb una prima banda d'acer per evitar l'enfonsament. Els mateixos cilindres estaven ocults per cortines i accessoris.
Els espectadors es van parar en una plataforma que representava la coberta d'un vaixell de vapor, amb embuts fumejants i xiulets de vapor. Per donar-li un moviment de balanceig i inclinació, es va muntar en un marc de ferro quadrat de 5 m (16 peus) en un cardan. Una combinació de cilindres hidràulics, cadenes i motors elèctrics van permetre a la plataforma avançar fins a 50 cm (20 polzades) des de l'horitzontal i rodar fins a 20 cm (8 polzades).
El realisme de l'atracció es deriva tant del tema que representen com de la tecnologia que posa als passatgers enmig de les coses i el moviment simulat. Fins i tot, hi va haver un mareorama que va durar mitja hora i va albergar a set-cents espectadors alhora, el que va oferir un itinerari plausible a diversos ports. Entre aquests trobem un viatge simulat de Marsella a Yokohama, passant per Algèria, Nàpols, Istanbul, el Canal de Suez, Sri Lanka i Singapur. Va ser un viatge sensorial tant en el temps com en l'espai. Mareorama, d'aquesta manera, convertir els espectadors en "passatgers" d'un vaixell, ja que simulava l'emoció de viatjar per mar amb imatges en moviment, al consistir en una rèplica d'un vaixell de vapor de 70 m (230 peus) d' llarg i 2 panorames (un per al costat de babord, un per al estribord) en rodets grans.

## Il·lusió òptica i sensació reproduïda
La sensació d'apropament i separació s'experimenta en un efecte del telescopi cinemàtic: el límit físic de la ciutat, a la vora de la mar, esdevé un marc que s'eixampla. Un espai visual obert. Les vistes d'una ciutat que segueix el curs d'un riu que travessa la seva arquitectura també proporcionen una diversitat cinematogràfica de perspectiva i moviment: una primera vista de la ciutat des de la distància, després s'acosta al seu cor i, finalment, s'allunya. En paraules de l'historiador arquitectònic Renzo Dubbini, a mesura que un es mou amb el flux del corrent, "la vista es regula mitjançant un flux continu d'imatges que canvia constantment. El punt d'observació es mou al llarg d'una successió dels innombrables punts de vista que conformen una ruta geogràfica ".
Els diferents escenaris reprodueixen la realitat de diferents maneres. Ja sigui confiant en les il·lusions òptiques generades pels espectadors, fent referències a altres gèneres realistes com el museu de cera, o simulant mecànicament el moviment amb una plataforma de moviment. O considerant, juxtaposar múltiples formes per acumulació, com panorames pintats, imatges en moviment o presentacions en viu.Per afegir a la il·lusió d'un viatge per mar, els fanàtics van crear una brisa marina, que xiulava en l'aparell. Els efectes d'il·luminació van crear el dia i la nit, així com els centelleigs dels llamps. També hi va haver sons del cargol de la nau i la sirena de vapor. Les algues i el quitrà van proporcionar un element olfactiu de la simulació. En general, tota l'experiència es va complementar amb actors que representaven mans de coberta, apressant, "aparentment per ajudar a qualsevol que pogués patir mal de mer". Finalment, per impactar en tots els sentits alhora i obtenir l'efecte més realista possible, també van presentar una simfonia tocada per una orquestra que no es podia veure mentre les imatges estaven representades en el Mareorama. D'aquesta manera, es va multiplicar la direcció sensorial del panorama.
Així es va crear una marxa tecnològica cap a una reproducció cada vegada més perfectament realista i, finalment, cap a la invenció del cinema. Tanmateix, dit això, al final el cinema va acabar eclipsant la popularitat dels panorames en els primers anys del segle xx.